# Bratan (volcan)
Pour l’article homonyme, voir Bratan.
Le Bratan, aussi appelé Buyan-Bratan, caldeira de Catur ou caldeira de Tjatur, est une caldeira d'Indonésie située sur Bali. De forme allongée avec onze kilomètres de longueur pour six kilomètres de largeur, elle contient trois lacs : le lac Bratan, le lac Buyan et le lac Tamblingan. Ses rebords ouest, nord et est sont visibles sous la forme d'un escarpement culminant au Penggilingan avec 2 153 mètres d'altitude tandis que son rebord Sud est masqué par des cônes volcaniques qui s'avancent jusqu'à l'intérieur de la caldeira.

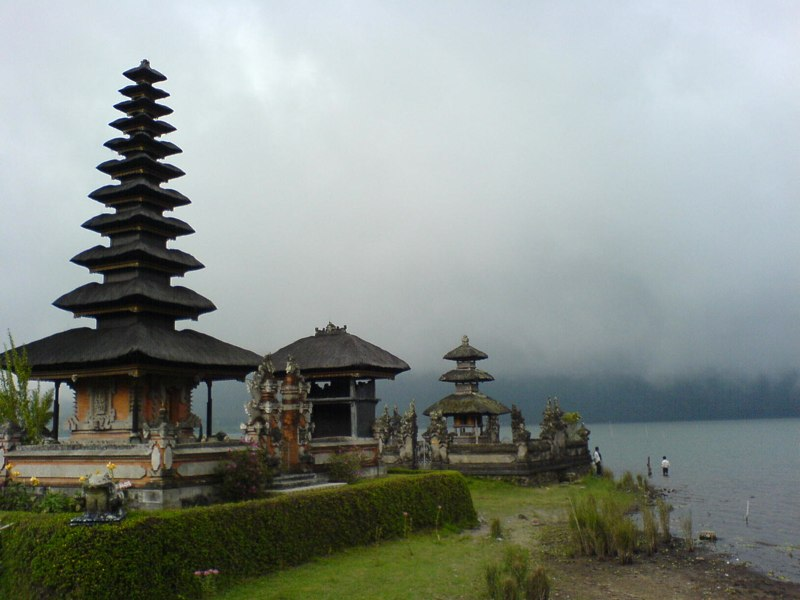
Vue du temple hindou Ulun Danu Bratan sur les rives du lac Bratan.